# Микел Ланда
Микел Ланда (шп. Mikel Landa; 13. децембар 1989) шпански је професионални бициклиста од 2009. године, који тренутно вози за UCI ворлд тур тим — Судал—Квик-степ. Највећи успех остварио је 2015. када је освојио треће место на Ђиро д’Италији, док је 2017. освојио четврто место на Тур де Франсу, само једну секунду иза трећепласираног Ромена Бардеа.

## Каријера

### Почетак каријере
Ланда је рођен у Мургии, Баскијској покрајини и као многи баскијски бициклисти, каријеру је почо у развојном тиму Орбеа, а 2011. прешао је у Еускалтел, са којим је прве године освојио етапу и брдску класификацију на Вуелта Бургос трци. У наредне две године, Ланда није успио да оствари победу, али је освојио класификацију по поенима на Вуелта Астурас трци 2013. године. Исте године, освојио је шесто место на Вуелта Бургос трци и на класику Сан Себастијан.
На крају 2013. године, тим Еускалтел се угасио, а Ланда је прешао у казахстански тим Астана.

### 2014—2015
Прве сезоне у Астани, Ланда је освојио етапу и завршио је десети на Ђиро дел Трентино трци, а затим је играо значајну улогу за Фабија Аруа на Ђиро д’Италији, Ару је освојио треће, а Ланда 34 место.
2015. освојио је по етапу на Туру Баскијске земље и Вуелта Бургос трци, а затим је освојио друго место на Ђиро дел Трентину.
На Ђиро д’Италији, Ланда је опет био помоћник Аруу, али у сјајној форми. На осмој етапи, пратио је напад Аруа, а затим је наставио сам у покушају да стигне Бењата Инчаустија, али је завршио други и попео се на пето место у генералном пласману, 42 секунде иза Алберта Контадора. На десетој етапи, Ланда је дошао до трећег места, након што је Ричи Порт кажњен јер је прихватио точак од возача из другог тима. На хронометру на етапи 14, Ланда је изгубио преко три минута од Контадора, који га је и престигао у току хронометра и пао је на седмо место, 4'55" иза Контадора. Мало времена је надокнадио на етапи 15, где је напао на задњем успону, Мадони до Кампиљо и завршио је шест секунди испред Аруа. На етапи 16, Контадор је имао механичких проблема, а тимови Астана и Каћуша су радили јако да би направили што већу предност, занемарујући фер плеј. Контадор је био без помоћи тимских возача, али је био јак и стигао је до Ланде, Аруа и Крајсвијка на Мортиолу, иако је био минут иза њих на почетку успона. Контадор је затим напао, Ланда га је пратио и освојио је етапу 38 секунди испред њега. Ару је изгубио 2 минута и 51 секунду и Ланда се попео на друго место. На етапи 19, Ару је био јачи од двојице сувозача и освојио је етапу са минут и 11 секунди испред Контадора и Ланде. На етапи 20, Ланда је био напред са Илнуром Закарином, минут испред Аруа и минут и по испред Контадора. Ланда је на спусту морао да чека Аруа и тако је жртвовао своје шансе да покуша да освоји Ђиро. Ару је освојио етапу, Контадор је изгубио два и по минута, али је освојио Ђиро са 2 минута и 2 секунде испред Аруа, док је Ланда завршио трећи, 3 минута и 14 секунди иза Контадора. Због одлуке тима да чека Аруа, уместо да се бори за освајање Ђира, Ланда је на крају сезоне напустио Астану.
На Вуелта а Еспањи, тим Астана је дошао са тројицом возача за генерални пласман, поред Ланде ту су Фабио Ару и Винченцо Нибали. Нибали је дисквалификован након друге етапе, а Ару се показао јачим од двојице возача и Ланда је радио за њега. Победио је на етапи 11, игноришући тимска наређења да успори и чека Аруа. Ипак, Ланда је радио за Аруа у наставку трке и био је најзаслужнији за јак темпо на етапи 20, који Том Думулан није могао да прати, изгубио је три минута и Ару је освојио Вуелту. Ланда је завршио на 25 месту.

### 2016
2016. године, Ланда је прешао у тим Скај, са којим је освојио другу етапу на Туру Баскијске земље, а затим је освојио Ђиро дел Трентино, секунду испред Кангерта. Ланда је на Трентину победио на једној етапи, а освојио је и брдску класификацију.
На Ђиро д’Италији, Ланда је био лидер тима Скај, али га је напустио током десете етапе. На Критеријуму Дофине је завршио на 12 месту, а затим је ушао у састав тима за Тур де Франс.
На Туру, Ланда је радио велики посао за Криса Фрума, који је освојио Тур. Ланда је завршио на 35 месту.
Првобитно је био планиран да вози Вуелта а Еспању, као помоћник Фруму, али је отпао са списка два дана пре почетка.